# Matthias Behr
Matthias Behr (Tauberbischofsheim, 1955. április 1. –) olimpiai és világbajnok német tőrvívó, Reinhold Behr világbajnok, olimpiai ezüstérmes párbajtőrvívó öccse, Dominik Behr Európa-bajnok, világbajnoki ezüstérmes tőrvívó apja, Zita-Eva Funkenhauser olimpiai és világbajnok tőrvívónő férje.